# Separador decimal

Mapa dels signes usats com a separador decimal al món
coma
punt
momayyez (coma alta àrab)
sense dades

Coma

El separador decimal és el signe gràfic que separa la part entera i la part decimal d'un nombre en notació decimal (la notació habitual). Segons la regió s'utilitza la coma o el punt. Al sistema català i a Europa, excepte al Regne Unit i Irlanda, s'utilitza la coma, al món anglosaxó, el punt. Les dues convencions són acceptades per l'Oficina Internacional de Pesos i Mesures.
La part davant el separador, sigui la coma o el punt, representa un nombre enter i indica quantes unitats senceres hi caben al nombre donat. Conté les xifres que corresponen a potències de 10 a partir d'1 (unitats, desenes, centenes, etc.). La part decimal, que va darrere, és la porció sobrant que no assoleix la unitat següent. Aquesta part conté les xifres (anomenades decimals) que corresponen a potències de 10 menors que 1 (dècimes, centèsimes, mil·lèsimes, etc.). Qualsevol nombre positiu és la suma d'un nombre natural i un nombre positiu més petit que 1; el separador decimal d'un nombre aplica aquesta descomposició i s'hi afegeix després del signe. El separador es col·loca entre la darrera xifra de la part entera, la unitat, i la primera xifra decimal, la dècima, sense deixar espais davant ni darrere. Es pot fer servir de manera anàloga en sistemes de numeració posicional amb altres bases, com el sistema binari.
Exemples:
- Tretze i mig (1 desena, 3 unitats i 5 dècimes) és 13,5.
- Un vintè (5 centèsimes) és 0,05
- Tretze (1 desena i 3 unitats) és 13
- Un terç (3 dècimes, 3 centèsimes, 3 mil·lèsimes…) és 0,333… (vegeu nombre decimal periòdic).

L'ús del separador decimal i de la part decimal fa que es puguin representar, a més dels enters, molts nombres de l'entremig. De fet, es pot aproximar qualsevol nombre real amb tants decimals com es vulgui. Si es permeten els nombres decimals periòdics, es pot representar qualsevol nombre racional, malgrat que llavors hi hagi certs nombres que es puguin representar amb més d'una cadena de dígits (vegeu 0,999…, per exemple).
El matemàtic brugenc Simon Stevin va desenvolupar el sistema decimal per als nombres reals inferiors a u a la seva obra del 1585 De Thiende (el dècim). Nogensmenys va prendre temps abans que la notació s'estandarditzi. La coma com signe separador vindria d'una barra vertical que s'usava al Renaixement per distingir les unitats dels decimals, barra que a l'edat mitjana es col·locava horitzontalment a sobre de les xifres. Aquesta posició a sobre de la línia resultava incòmoda per a la impremta, i per aquest motiu es va procedir al canvi.

## Separador decimal: coma o punt?
En llengua catalana es fa servir la coma com a separador decimal. Al món anglosaxó, en canvi, la funció de separador decimal la fa un punt (per això apareix així a les calculadores), mentre que a l'àmbit mediterrani es tendeix a reservar els punts per separar els milers. El Sistema Internacional d'Unitats (SI) admet actualment dos símbols: la coma i el punt. Tanmateix, la decisió de l'any 2003 de la  Conferència General sobre Pesos i Mesures (CGPM) sobre el separador decimal recorda que hi ha altres normes internacionals que estableixen la coma com a únic signe en totes les llengües. Encara que també en el SI es reafirma la validesa de la coma o el punt com a elements per indicar xifres decimals, i no com a símbols d'agrupament per facilitar la lectura, «els nombres poden agrupar-se de tres en tres per facilitar la lectura, però no s'han d'utilitzar ni comes ni punts en els espais entre grups».
A causa de la influència de la notació anglosaxona reflectida en les calculadores electròniques i en els teclats dels ordinadors així com pels programes de traducció automàtica, sovint en texts de la «zona-coma» s'utilitza de vegades el punt. De fet, tot i que la major part dels sistemes operatius i aplicacions informàtiques dels ordinadors permeten la selecció del separador decimal, molts usuaris opten per mandra la notació per defecte. El programari modern sap adaptar-se automàticament a les convencions tipogràfiques de la llengua utilitzada per al text. El que s'ha d'evitar és la tipografia malcarada i confusa en utilitzar les dues notacions mesclades dins un mateix text grup de texts (diari, enciclopèdia…).

### Convencions tipogràfiques
- El separador, sigui coma o punt, s'escriu sense espai: 1,03 i no *1, 03
- Amb nombres entre zero i u, sempre s'escriu un zero davant: 0,03 i no *,03
- Un nombre enter s'escriu sense separador, ni zeros després: 13
  - excepció: 
    - llistes i taules, on hi ha altres nombres com ara factures on es posen totes les nombres amb dos decimals.
    - per indicar la precisió de la mesura (quan cal): 13,00 m significa tretze metres amb una incertesa de mesura d'un centímetre, doncs qualsevol llargària entre 12,99 i 13,01 metres.
- Quan la coma entre dos nombres no té funció decimal, segueix la tipografia normal amb espai. Exemple en una adreça «Plaça de l'Estatut 1, 5è»,[2] altre exemple: «segons les fonts, hi havia 10 000, 15 000 o 30 000 manifestants».